# 국립목포대학교
국립목포대학교(國立木浦大學校, Mokpo National University)는 대한민국 전라남도 무안군과 목포시, 영암군에 소재한 국립 종합대학이다. 1946년 개교한 목포사범학교가 발전한 것으로, 교육대학과 초급대학 등을 거쳐 1991년 종합대학으로 변모하였다. 9개 단과대학, 41개 학과(부), 1개 자율전공학부, 1개 일반대학원과 3개 특수대학원으로 구성한다.

## 연혁
1946년 10월 31일, 초등교원을 양성하기 위해 목포사범학교가 공립으로 개교한 것이 국립목포대학교의 모태이다. 1950년 4월 1일, 여타 공립 사범학교와 같이 국립으로 그 이관되었다. 1963년 12월 16일, 목포사범대학으로 개편되었고, 1978년 3월 1일 목포초급대학으로 개편되었다.
1979년 3월, 초급대학과 전문학교의 전문대학 개편에도 불구하고, 학제가 4년으로 개편된 단과대학인 목포대학으로 승격되었다. 1988년 3월 1일, 대학원을 설치하였다. 1990년 3월 1일, 종합대학으로 승격되어 목포대학교로 교명을 변경한다.
2023년 11월 16일, 「국립학교 설치령」이 개정됨에 따라 국립목포대학교로 교명이 변경되었다.

## 교육편제
국립목포대학교는 학부와 대학원 과정이 모두 편제되어 있으며, 학부는 9개 대학에 41개 학과(부), 대학원의 경우 일반 1개원과 특수 3개원이 설치되어 있다.

### 학부
국립목포대학교의 학부 과정은 도림캠퍼스에 9개 대학이 모두 위치한다. 교육편제 표준분류에 따라 인문사회 5개 대학(인문대학, 사회과학대학, 경영대학, 사범대학 일부, 미래라이프대학 일부) 자연과학 5개 대학(생명·의과학대학, 약학대학, 생활과학예술체육대학 일부, 사범대학 일부, 미래라이프대학 일부), 공학 1개 대학(공과대학), 예체능 1개 대학(생활과학예술체육대학 일부) 등으로 의학을 제외한 대부분의 학문에 대한 교육과정이 편제되어 있다.

### 대학원
국립목포대학교 대학원은 일반 1개원, 특수 3개원으로 구성한다. 일반대학원의 경우, 「목포대학교 학칙」에 따라 석사과정 47개 학과, 박사과정 26개 학과를 편제한다. 일부 과정의 경우 농촌진흥청, 한국전자통신연구원, 한국생명공학연구원, 한국생산기술연구원 등과 연계하여 협동 과정으로 편제한다.
특수대학원으로 경영행정대학원, 교육대학원, 산업대학원을 설치하여 석사 과정을 편제한다.

## 캠퍼스 풍경
- 도림캠퍼스는 목포대학교 본캠퍼스로 무안군 청계면 영산로 1666에 위치하며, 청계캠퍼스라고도 한다. 대학 내 주요기관들이 있는 곳이다. 대학본부, 중앙도서관, 박물관, 정보종합센터, 모든 학부, 일반대학원, 교육대학원, 산업기술대학원, 학생생활관, 학생회관, 플라자60, 생활편의관, 교수회관이 소속되어 있다.
- 목포캠퍼스는 목포시 송림로41번길 11에 위치하며 송림캠퍼스라고도 한다. 도서문화연구원이 소속되어 있고, 목포시건강가정지원센터와 목포시어린이급식관리지원센터가 임대 사용 중이다. 학부 중 음악과, 미술학과가 목포캠퍼스에 있었으나 도림캠퍼스에 예술관을 신축하여 도림캠퍼스로 이전하였다. 그대로 남아있었던 경영행정대학원과 평생교육원이 남악교육지원센터로 이전하였다.
- 남악캠퍼스는 무안군 삼향읍 남악로 190에 위치하고 있으며, 남악캠퍼스라고도 한다. 경영행정대학원과 평생교육원이 소속되어 있다.
- 신해양산업단지캠퍼스는 전라남도 영암군 삼호읍 대불주거3로 75에 위치하고 있으며, 지식경제부의 2012년도 산학융합지구 조성사업에 최종선정됨에 따라 조성된 캠퍼스다. 캠퍼스 규모는 대불산업단지 내 1만 3000m2이다. 이 부지에는 조선·해양시스템·기계·신소재의 4개 관련 학과와 중형조선산업 지역혁신센터, 첨단기술교육센터 등을 이전하며, 산학융합센터와 기업연구관을 마련해 산업내에 근로자 평생교육, 장비지원, 전문인력개발, 산학공동기술개발 등을 적극 추진할 계획이다.[8]

## 같이 보기
- 대한민국의 국립 대학 목록
- 대한민국의 대학 목록
- 대한민국의 교육